# Stylurus flavipes
Stylurus flavipes är en trollsländeart. Stylurus flavipes ingår i släktet Stylurus och familjen flodtrollsländor.
Arten förekommer i hela norra Eurasien från Atlanten till östra Sibirien. Den vistas främst i landskap intill större floder som Rhen, Rhône, Loire, Po, Donau och Elbe. Beståndet minskade under tidiga 1900-talet men efter inrättning av skyddsåtgärder ökar populationen igen. Stylurus flavipes besöker åter några bifloder till de större floderna och i Italien registrerades den vid kanalsystemet som är ansluten till floden Po. Individerna vildar vid strandlinjen på örtstjälkar, trädens grenar och trädstubbar.
IUCN listar arten som livskraftig (LC).

## Underarter
Arten delas in i följande underarter:
- S. f. flavipes
- S. f. ubadschii

## Bildgalleri

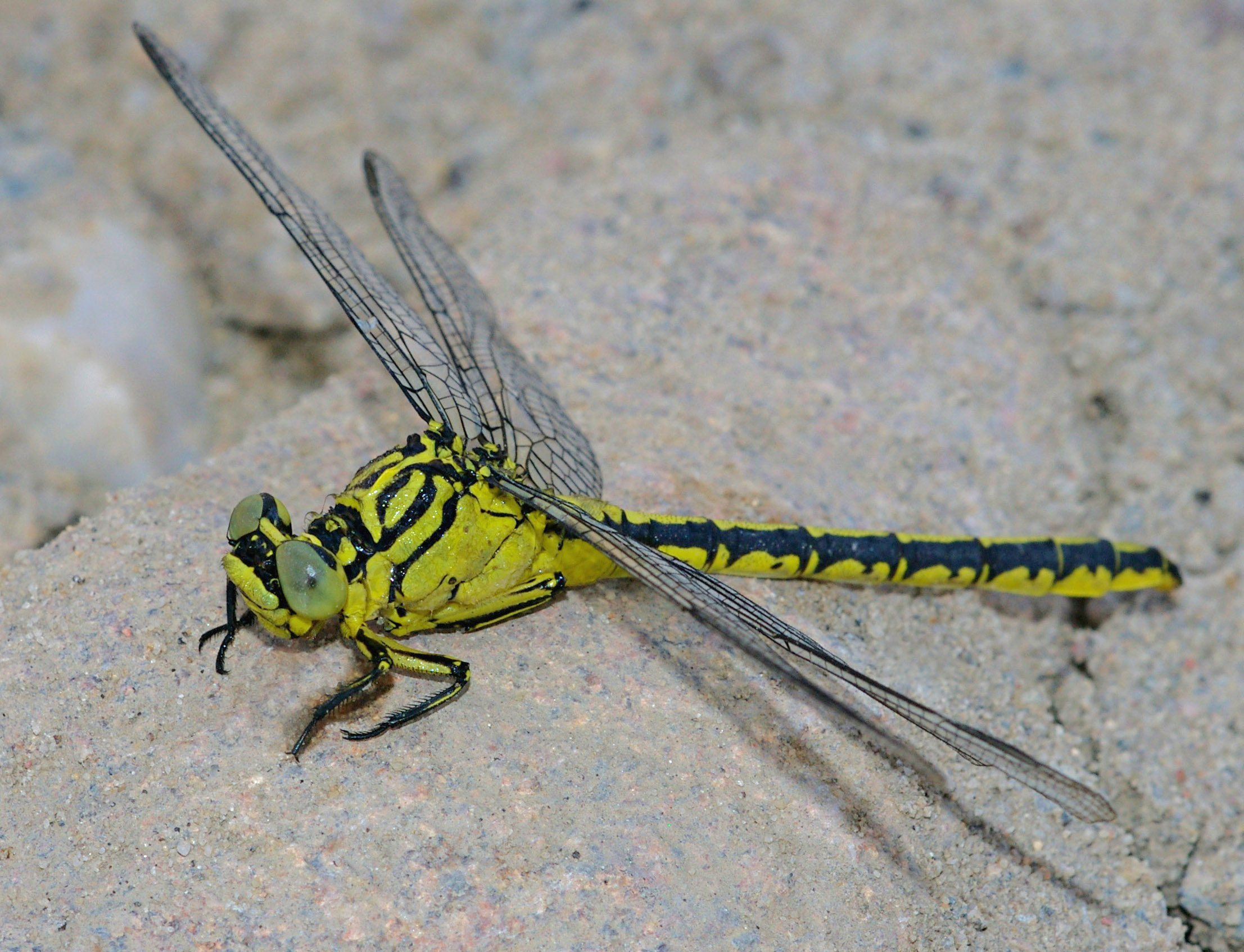
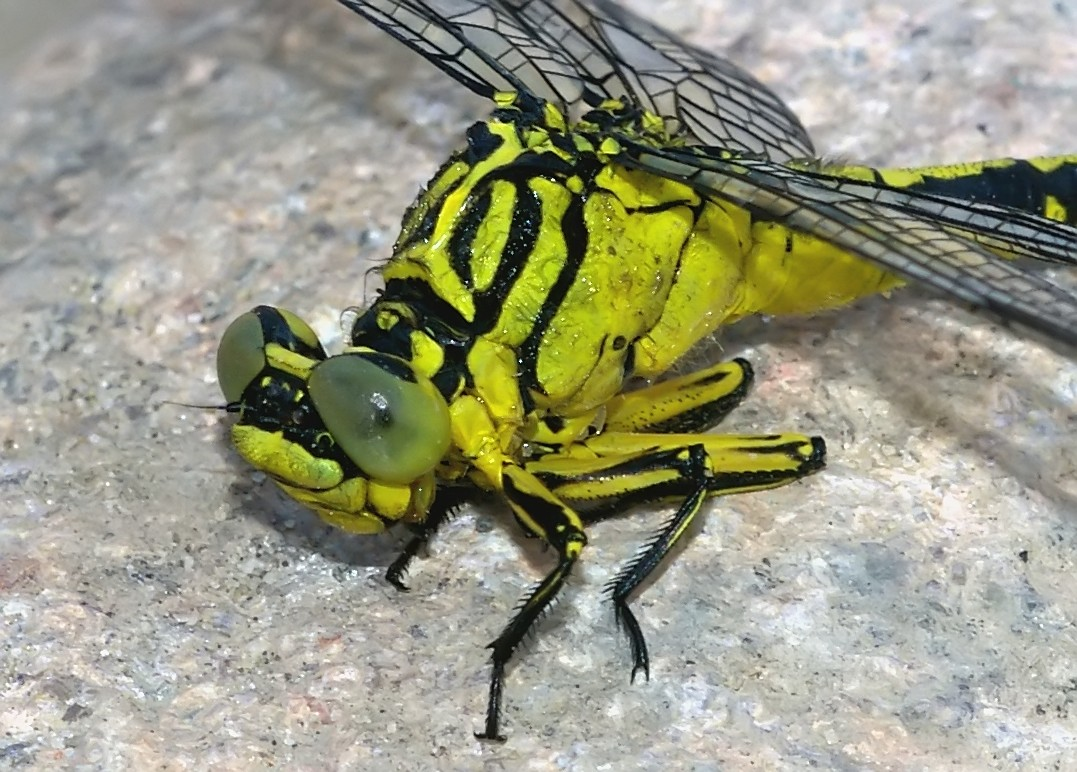